# Listă de agenții de presă
Aceasta este o listă de agenții de presă:
- Agenția France-Presse (AFP)
- Agerpres
- Associated Press
- Bloomberg
- Deutsche Presse-Agentur
- Dow Jones Newswires
- Information Telegraph Agency of Russia
- Interfax
- Jiji Press
- Kyodo News
- Mediafax
- Moldpres
- Olvia Press
- RIA Novosti
- Rador
- Thomson Reuters
- China News Service
- Xinhua News Agency
- InfoToday

Agenții defuncte:
- Reuters
- Rompres
- Thomson